# Любарский, Руслан Николаевич
Русла́н Никола́евич Люба́рский (укр. Руслан Миколайович Любарський; 29 сентября 1973, Бар, Винницкая область, УССР, СССР) — украинский футболист, полузащитник.

## Биография
Воспитанник винницкого футбола. Начал профессиональную карьеру в киевском ЦСК ВСУ.
В 1993 году перешёл в словацкий клуб «Хемлон», где стал играть благодаря содействию Ореста Баля — родного брата полузащитника киевского «Динамо» Андрея Баля.
В сезоне 1996/97 выступал за пражскую «Спарту». После не без успеха играл за словацкий «Кошице», став с командой чемпионом Словакии.
В 2000 году стал игроком израильского клуба «Маккаби» из Нетании, где в первом же сезоне провёл 11 голов за команду. Всего в израильской Премьер-лиге сыграл 122 матча и забил 27 мячей. В 2004 году, Любарский закончил свои выступления за «Маккаби». Команда опустилась в первый дивизион, а Руслан переехал на Украину, где у него были варианты с карьерой
В марте 2004 года мог перейти в днепропетровский «Днепр». Летом 2004 года перешёл в запорожский «Металлург».
Дебютировал в чемпионате Украины 20 июля 2004 года в матче против симферопольской «Таврии» (1:1).
В апреле 2008 года получил статус свободного агента, после чего перешёл в клуб второго словацкого дивизиона «Гуменне».
В 2009 году перешёл в другой клуб этого же дивизиона «Земплин» из города Михаловце. С 2010 снова играет за клуб из Гуменне.

## Достижения
- Чемпион Чехии: 1996/97
- Чемпион Словакии: 1997/98
- Обладатель Кубка Словакии: 1995/96
- Финалист Кубка Словакии: 1997/98, 1999/00
- Обладатель Суперкубка Словакии: 1998
- Финалист Кубка Украины: 2005/06
- Член Клуба Олега Блохина: 112 забитых мячей[8]